# Cyclodictyon limbatum
Cyclodictyon limbatum là một loài rêu trong họ Pilotrichaceae. Loài này được (Hampe) Kuntze mô tả khoa học đầu tiên năm 1891.